# Antidemon
Gli Antidemon sono una band christian death metal nata a San Paolo, Brasile, nel 1994. La band è stata paragonata ai Morbid Angel e ai Suffocation.

## Storia
Gli Antidemon sono stati creati il 12 gennaio 1994 da Carlos Batista (voce), Alexandre Cebotorov (basso), Kleber Albino (chitarra), Sergio Gonçalves (chitarra) ed Elke Garzoli (batteria). Lo stesso anno, è stato pubblicato il primo demo omonimo. Successivamente, Cebotorov e Gonçalves lasciarono il gruppo, costringendo Batista a fare anche da bassista. Altri demo sono stati pubblicati nel 1997 e 1998. L'album di debutto, Demonicidio, è stato pubblicato nel 1999.
Nel marzo 2002, la band si è esibita per la prima volta fuori dal Brasile, precisamente in Messico, durante il Demonocídio Mexican Tour. Un album live è stato pubblicato due anni dopo, con il nome di Live in Palencia - Spain. Lo stesso anno si sono esibiti al Destruction Fest.
Nel 2005, Albino e Garzoli hanno lasciato il gruppo, venendo rimpiazzati da Wanderlinden Oliveira alla batteria e da Maurício Cebalho nelle chitarre. Successivamente, Juliana Batista, moglie di Carlos, ha preso il posto di Oliveira. Nel 2006 sono stati pubblicati due EP split, in collaborazione con Empty Grave, Against Death, Implement, Soterion, e Spiritual Live.
Nel 2009, la band si è esibita in giro per il Messico, la Bolivia, il Brasile, l'Italia, l'Inghilterra, la Norvegia, la Danimarca, la Spagna, il Portogallo e la Svezia.
Nel 2012 firmano con la Rowe production, etichetta discografica di Steve Rowe, componente dei Mortification. Il loro quarto album, Apocalypsenow, è stato pubblicato sotto la Rowe. Nel 2018 la band ha iniziato la produzione del quinto album.
il leader della band è anche un pastore della chiesa battista infatti i testi delle canzoni sono l'opposto dei testi satanici ma di matrice profondamente cristiana

## Formazione

### Formazione attuale
- Antônio Carlos Batista Do Nascimento - voce, basso
- Juliana Batista - batteria
- Lucas Nakano - chitarra

### Ex componenti
- Elke Garzoli - batteria
- Kleber Gonçalves Albino - chitarra
- Wanderlinden Oliveira - batteria
- Maurício Cebalho - chitarra
- Luis Oliveira - chitarra
- Natã Fornazari - chitarra
- Diego Barrera - chitarra
- Marcelo Alves - chitarra
- Alexander Cebotorov - basso

## Discografia

### Album in studio
- 1999 - Demonicídio
- 2003 - Anillo de Fuego
- 2009 - Satanichaos
- 2012 - Apocalypsenow

### Demo
- 1994 - Antidemon
- 1997 - Confinamento Eterno
- 1998 - Antidemon 4 Anos

### Live
- 2004 - Live in Palencia - Spain
- 2009 - Anel de Demonicídio Live

### Altro
- 2001 - Barad Split album
- 2005 - Extreme Fest DVD